# Спаське адміралтейство
Спа́ське адміралте́йство (також Спа́ська верф) — один з центрів кораблебудування в місті Миколаїв, що розташовувався на березі річки Південний Буг. Утворене головним чином зусиллями командира Чорноморського флоту Російської імперії та військового губернатора Миколаєва і Севастополя Олексія Самуїловича Грейга у 1826 році.
Корабельня існувала переважно коштом державних замовлень на будування військових кораблів з підряду в місцевих купців. Такий підхід забезпечував кращу якість і вищі темпи робіт будівництва. Активно використовувалася для розбудови російського Чорноморського вітрильного флоту до Кримської війни, коли внаслідок Паризького миру 1856 року була фактично занедбана через заборону Російській імперії мати військовий флот на Чорному морі.
Після занепаду адміралтейство втратило цікавість для купців через великий тиск і контроль держави за замовленнями з одного боку, і невчасним та неповним розрахунком з підрядниками з іншого. Як наслідок, верф остаточно перестала існувати вже наприкінці XIX століття.

## Передумови створення
Перші відомості про заснування Спаського адміралтейства з'явилися незадовго після заснування у 1788 році головної верфі — Миколаївського адміралтейства. З доповідей будівника міста і верфей Михайла Фалєєва адміралу Миколаю Мордвинову відомо, що князь Григорій Потьомкін доручав Фалєєву «всі великі судна і кораблі будувати в Миколаєві на Бузі, де визначив доку і калям (елінгам) бути і гавань дерев'яну зробити». Через велику вартість таких робіт від більшої частини цих планів довелося відмовитися, проте навіть у скороченому варіанті проєкту в Спаську передбачалося створення сухого доку для будівництва та ремонту кораблів: «бути адміралтейству і верфі на Інгулі, де тепер побудова кораблів виробляється, а на Бузі, зважаючи на наявну там джерельну воду, мати док, в якій напускати і випускати її без машини».
Свою назву адміралтейство отримало через місце його розташування, оскільки знаходилося на околиці Спаського урочища — маєтку князя Потьомкіна.
Перші спроби реалізувати проєкт Потьомкіна були під час керівництва містом адмірала Миколая Мордвинова. До 1795 року розробили проєкт верфі, що передбачав створення дока й кількох елінгів. Автором проєкту виступив інженер Гаскоїн, проте жодної споруди так і не побудували, залишивши в Спаську тільки каль, створений за проєктом Івана Князєва: в перші кілька десятків років існування Миколаївського адміралтейства російський флот майже не будувався, а у верфі на Інгулі елінги стояли пустками роками.

## Історія

### Заснування
План Потьомкіна з будівництва нової верфі в Миколаєві вдалося реалізувати із призначенням на Чорноморський флот віцеадмірала Олексія Грейга, що, отримавши у спадок від маркіза Івана де Траверсе занепалий Чорноморський флот, енергійно взявся його відбудовувати. Наявні елінги, здебільшого в адміралтействі на Інгулі, не могли забезпечити будівництво великої кількості суден, тому Грейг доручив розробити проєкт спорудження елінгів у Спаську і домігся дозволу на його здійснення. Для цієї цілі Грейг вирішив залучити приватний капітал, оскільки державних коштів було мало, а виробничих сил було недостатньо. Вибір Спаського урочища для будівництва нової верфі пояснювався кількома причинами: 
- велика глибина води майже коло самого берега, просторна акваторія, що була напряму пов'язана з відкритою водою, зокрема Бузьким лиманом і його фарватерами;
- піщані пляж і дно коло берега, що на відміну від херсонської акваторії, де дно мулове, дозволяли легко поглиблювати за необхідності акваторію, що прилягала до стапелів;
- круті відроги берега з материковими скалами з вапняку дозволяли зручно й надійно будувати нові стапелі[2].

Під час російсько-турецької війни 1828—1829 років термінове посилення і поповнення російського флоту компенсувалося роботою обох верфей в Миколаєві: у 1829 році в місті будувалися одразу 13 суден (з них чотири — лінійні кораблі й фрегати), а 1829 року — 25 суден (з них чотири — лінійні кораблі).
Оскільки для будівництва такої кількості суден адміралтейських майстрових не вистачало, Грейг домігся дозволу будувати частину суден з підряду, тобто залучаючи для цього приватних підприємців і найману робочу силу. У 1825 році підрядник Чорноморського флоту, що будував для нього невеличкі судна, одеський купець першої гільдії Міхель Серебряний звернувся до царя з проханням дозволити йому будівництво двох лінійних кораблів і двох фрегатів з підряду. З аналогічним проханням у 1826 році звернувся постачальник лісу для Чорноморського флоту, дійсний статський радник і поміщик Чернігівської губернії Олексій Олексійович Перовський. У тому ж 1826 році з ними було укладено контракти.
Серебряний почав будувати кораблі й елінги на Інгулі, а Перовському відвели місце в Спаському урочищі на березі Бузького лиману, вище за течією від переправи. Згодом за проєктом архітектора Людвига Опацького Перовський розпочав будівництво будівлі креслярів, двох елінгів для закладки великих суден, кораблів і фрегатів та інших будівель. У 1828 році будівництво було завершено: побудовано два корабельних елінги та пристань.
Протягом 1828—1829 років у Спаському адміралтействі побудували 84-гарматний корабель «Анапа», у 1829—1831 роках — такий самий корабель «Імператриця Катерина II». У ці ж роки зі стапелів Спаського адміралтейства були спущені великі 60-гарматні фрегати «Варна» і «Бургас». Певний час верф Олексія Перовського була приватним підприємством, але після побудови суден, близько 1833 року Спаська верф була викуплена в казну і згодом занедбана.

### Після російсько-турецької війни
Після призначення на пост головного командира Чорноморського флоту віцеадмірала Михайла Лазарєва, Чорноморський флот Російської імперії зазнав великого оновлення. Лазарєв поставив завдання довести склад флоту до штатного числа. Незабаром було отримано дозвіл імператора Миколи I на будівництво з підряду трьох кораблів у Спаському адміралтействі, про що йдеться в рапорті Лазарєва адміралу Олексію Меншикову від 17 вересня 1836 року.
Терміново було відремонтовано елінги, а 28 серпня 1838 року закладено одразу два 84-гарматних лінійних кораблі типу «Султан Махмуд», «Гавриїл» і «Уриїл», які будував за підрядом миколаївський купець і промисловець Олександр Рафалович, а 1839 року був закладений третій, аналогічний корабель «Єгудиїл». Контроль за будівництвом усіх трьох суден здійснював сам Михайло Лазарєв.
З 1842 року у чорноморському суднобудуванні настав спад, викликаний перерозподілом коштів на створення доків і Севастопольського адміралтейства. У 1844 році підрядником Рафаловичем в Спаському адміралтействі закладено фрегат «Кулевчі». Цей корабель став останнім чорноморським фрегатом, оскільки спочатку нові судна цього класу не включали до штатів, а потім у передових флотах з'явилися парові фрегати, і звичайні фрегати будувати перестали. 
У 1847 році в Спаському адміралтействі закладено третій 120-гарматний корабель Чорноморського флоту Російської імперії «Париж», а 1850 року аналогічний корабель «Великий князь Костянтин». Обидва кораблі у 1853 році брали участь в знаменитій Сінопській битві.
У 1855 році на стапелі Спаського адміралтейства було закладено паровий фрегат «Тигр» — в майбутньому першу імператорську яхту на Чорному морі, що перейняла свою назву від загиблого під Одесою англійського судна «Tiger», з якого була знята парова машина для яхти. 
Для будівництва парового фрегата Рафаловичу передали ще один елінг Спаського адміралтейства, який він реконструював власним коштом. Будівництво пароплава затягнулося через Кримську війну. У жовтні 1855 року у Дніпровському лимані ворожі судна захопили два великі плоти дубового і соснового лісу, які прямували до Миколаєва на Спаське адміралтейство та належали Рафаловичу, і йому довелося звертатися з проханням про відстрочку виконання контракту на будівництво пароплава. Відстрочка була дана до 1 жовтня 1856 року, однак дерев'яний пароплав завдовжки 62,8 метра спустили на воду через два роки після призначеного терміну — 9 жовтня 1858 року.
У зв'язку із забороною мати Російській імперії військовий флот на Чорному морі, згідно з Паризьким миром, було «найвище наказано, не ставлячи на пароплаві «Тигр» артилерії та зачепивши обшивками гарматні порти, вважати його імператорською яхтою та під яхтовим прапором вивести для плавання по Чорному морю».
Кримська війна і Паризький мирний договір, що послідував за нею, ліквідувавши Чорноморський флот, перервав роботи на Спаському адміралтействі, але ненадовго: вже у 1857—1860 роках в Спаському адміралтействі підрядом будують гвинтові корвети «Яструб» і «Кречет», а також гвинтові шхуни «Чотирдак» і «Алушта».

### Занепад

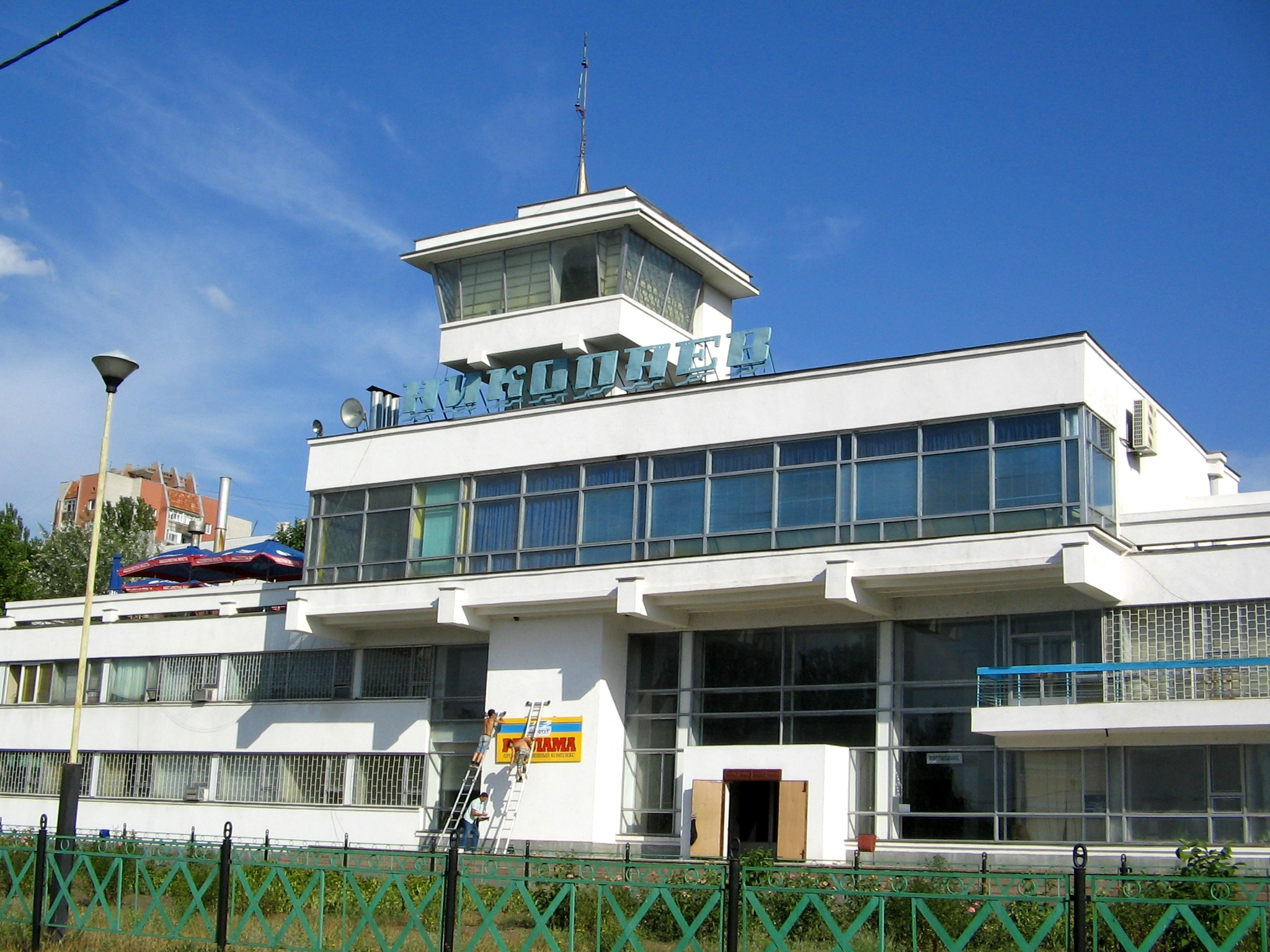
Миколаївський річковий порт, збудований в другій половині XX століття на місці Спаського адміралтейства

Поступово в другій половині XIX століття купці-підрядники втрачали інтерес до суднобудування. Отримання та здійснення підрядів відбувалося під повним контролем і значним тиском з боку держави, яка часто порушувала зобов'язання за укладеними контрактами: розрахунки з купцями здійснювали невчасно, а значні збитки, яких зазнали купці у зв'язку зі зменшенням обсягів будівництва, належним чином не відшкодовували. Величезні капіталовкладення в суднобудування ставали вкрай невигідними для приватних підрядників, оскільки не приносили бажаного прибутку, а іноді й залишали купців у збитках.
На початку 1870-х років вкладати капітали в будівництво кораблів стає все менш вигідним, тим більше, що уряд не стимулював розвиток підрядного суднобудування, тому Спаське адміралтейство поступово занепадало, а підрядники почали виводити свої капітали зі сфери суднобудування.
У 1880 році на місці Спаського адміралтейства було засновано приватну пароплавну верф комерції радника інженера С. Л. Кундишева-Болодіна. У 1890-х роках він з підряду будував тут броненосець типу «Дванадцять апостолів», але розорився. Корабель виявився недобудованим, а верф занепала. Після банкрутства Кундишева-Болодіна ділянка була продана Російському товариству пароплавства і торгівлі, а на місці елінгів і причалів колишнього Спаського адміралтейства виникла низка пристаней: міська — для причалювання торгових суден і пасажирських пароплавів, річкова — здійснювала пароплавний зв'язок із пунктами, розташованими вгору по Бузькому лиману, і з Херсоном тощо.
Занепавши, земельна ділянка була переобладнана під річковий вокзал, будівлю якого збудували у 1980 році. На відрогах берега, де стояли стапелі адміралтейства, розміщувалися швартувальні стінки вокзалу, звідки відходили рейси теплоходів на приміські дачі, Херсона і Південним Бугом аж до Вознесенська. 

## Продукція
| Назва | Назва                     | Тип  | Проєкт                 | Водотоннажність, т | Закладений        | Спущений на воду  | Списаний         |
| ----- | ------------------------- | ---- | ---------------------- | ------------------ | ----------------- | ----------------- | ---------------- |
|       | «Чесма»                   | л/к  | «Імператриця Марія»    |                    | 22 грудня 1826    | 24 червня 1828    | 1841             |
|       | «Анапа»                   | л/к  | «Імператриця Марія»    |                    | 22 липня 1828     | 7 вересня 1829    | 1845             |
|       | «Пам'ять Євстафія»        | л/к  | —                      |                    | 11 травня 1829    | 24 серпня 1830    | 1850             |
|       | «Адріанополь»             | л/к  | —                      |                    | 27 серпня 1829    | 11 вересня 1830   | 1845             |
|       | «Імператриця Катерина II» | л/к  | —                      |                    | 28 серпня 1829    | 31 липня 1831     | 1847             |
|       | «Варна»                   | фр.  | «Тенедос»              |                    | 1829              | 16 серпня 1830    | 30 травня 1838   |
|       | «Бургас»                  | фр.  | «Тенедос»              |                    | 11 листопада 1831 | 7 листопада 1832  | 1842             |
|       | «Три Святителі»           | л/к  | —                      | 4700               | 29 грудня 1835    | 28 серпня 1838    | 11 вересня 1854  |
|       | «Гавриїл»                 | л/к  | «Султан Махмуд»        | 3790               | 28 серпня 1838    | 19 листопада 1839 | 5 листопада 1854 |
|       | «Уриїл»                   | л/к  | «Султан Махмуд»        | 3790               | 28 серпня 1838    | 31 жовтня 1840    | 11 вересня 1854  |
|       | «Єгудиїл»                 | л/к  | «Султан Махмуд»        | 3790               | 21 вересня 1839   | 17 вересня 1843   | 28 серпня 1855   |
|       | «Ростислав»               | л/к  | —                      | 3890               | 16 травня 1843    | 1 листопада 1844  | 13 лютого 1855   |
|       | «Святослав»               | л/к  | «Султан Махмуд»        | 3790               | 16 травня 1843    | 7 грудня 1845     | 13 лютого 1855   |
|       | «Париж»                   | л/к  | «Дванадцять апостолів» | 4790               | 18 червня 1847    | 23 жовтня 1849    | 1859             |
|       | «Великий князь Костянтин» | л/к  | «Дванадцять апостолів» | 4790               | 7 травня 1850     | 29 вересня 1852   | 28 серпня 1855   |
|       | «Цесаревич»               | л/к  | —                      | 5563               | 3 серпня 1853     | 29 жовтня 1857    | 26 січня 1874    |
|       | «Тигр»                    | ях.  |                        |                    | 1855              | 9 жовтня 1859     |                  |
|       | «Яструб»                  | кор. |                        | 1016               | 29 жовтня 1857    | 19 червня 1860    |                  |
|       | «Кречет»                  | кор. |                        | 1016               | 29 жовтня 1857    | 7 серпня 1860     |                  |
|       | «Чотирдак»                | шх.  |                        |                    | 20 червня 1859    | 11 січня 1860     |                  |
|       | «Алушта»                  | шх.  |                        |                    | 20 червня 1859    | 11 листопада 1860 |                  |